# Bilan saison par saison des Sénateurs d'Ottawa
Les Sénateurs d'Ottawa sont une franchise de la Ligue nationale de hockey depuis l'expansion de la Ligue en 1992.

Cette page retrace les résultats de l'équipe depuis cette première saison, mais elle ne couvre pas le détail des saisons pour la première franchise des Sénateurs.

## Résultats
| Saison           | PJ             | V              | D              | N              | DP             | BP             | BC             | Pts            | Classement                    | Séries éliminatoires                         | Entraîneur                                   |
| ---------------- | -------------- | -------------- | -------------- | -------------- | -------------- | -------------- | -------------- | -------------- | ----------------------------- | -------------------------------------------- | -------------------------------------------- |
| 1992-1993        | 84             | 10             | 70             | 4              | —              | 202            | 395            | 24             | 6e place, division Adams      | Non qualifiés                                | Richard Bowness                              |
| 1993-1994        | 84             | 14             | 61             | 9              | —              | 201            | 397            | 37             | 7e place, division Nord-Est   | Non qualifiés                                | Richard Bowness                              |
| 1994-1995        | 48             | 9              | 34             | 5              | —              | 117            | 174            | 23             | 7e place, division Nord-Est   | Non qualifiés                                | Richard Bowness                              |
| 1995-1996        | 82             | 18             | 59             | 5              | —              | 191            | 291            | 41             | 6e place, division Nord-Est   | Non qualifiés                                | Richard Bowness David Allison Jacques Martin |
| 1996-1997        | 82             | 31             | 36             | 15             | —              | 226            | 234            | 77             | 3e place, division Nord-Est   | 3-4 Sabres                                   | Jacques Martin                               |
| 1997-1998        | 82             | 34             | 33             | 15             | —              | 193            | 200            | 83             | 5e place, division Nord-Est   | 4-2 Devils 1-4 Capitals                      | Jacques Martin                               |
| 1998-1999        | 82             | 44             | 23             | 15             | —              | 239            | 179            | 103            | 1re place, division Nord-Est  | 0-4 Sabres                                   | Jacques Martin                               |
| 1999-2000        | 82             | 41             | 28             | 11             | 2              | 244            | 210            | 95             | 2e place, division Nord-Est   | 2-4 Maple Leafs                              | Jacques Martin                               |
| 2000-2001        | 82             | 48             | 21             | 9              | 4              | 274            | 205            | 109            | 1re place, division Nord-Est  | 0-4 Maple Leafs                              | Jacques Martin                               |
| 2001-2002        | 82             | 39             | 27             | 9              | 7              | 243            | 208            | 94             | 3e place, division Nord-Est   | 4-1 Flyers 3-4 Maple Leafs                   | Jacques Martin Roger Neilson                 |
| 2002-2003        | 82             | 51             | 21             | 9              | 1              | 263            | 182            | 113            | 1re place, division Nord-Est  | 4-1 Islanders 4-2 Flyers 3-4 Devils          | Jacques Martin                               |
| 2003-2004        | 82             | 43             | 23             | 10             | 6              | 262            | 189            | 102            | 3e place, division Nord-Est   | 3-4 Maple Leafs                              | Jacques Martin                               |
| 2004-2005        | Saison annulée | Saison annulée | Saison annulée | Saison annulée | Saison annulée | Saison annulée | Saison annulée | Saison annulée | Saison annulée                | Saison annulée                               | Saison annulée                               |
| 2005-2006        | 82             | 52             | 21             | —-             | 9              | 314            | 211            | 113            | 1re place, division Nord-Est  | 4-1 Lightning 1-4 Sabres                     | Bryan Murray                                 |
| 2006-2007        | 82             | 48             | 25             | —              | 9              | 288            | 221            | 105            | 2e place, division Nord-Est   | 4-1 Penguins 4-1 Devils 4-1 Sabres 1-4 Ducks | Bryan Murray                                 |
| 2007-2008        | 82             | 43             | 31             | —              | 8              | 261            | 247            | 94             | 3e place, division Nord-Est   | 0-4 Penguins                                 | John Paddock Bryan Murray                    |
| 2008-2009        | 82             | 36             | 35             | —              | 11             | 217            | 237            | 83             | 4e place, division Nord-Est   | Non qualifiés                                | Craig Hartsburg Cory Clouston (en)           |
| 2009-2010        | 82             | 44             | 32             | —              | 6              | 225            | 238            | 94             | 2e place, division Nord-Est   | 2-4 Penguins                                 | Cory Clouston                                |
| 2010-2011        | 82             | 32             | 40             | —              | 10             | 192            | 250            | 74             | 5e place, division Nord-Est   | Non qualifiés                                | Cory Clouston                                |
| 2011-2012        | 82             | 41             | 31             | —              | 10             | 249            | 240            | 92             | 2e place, division Nord-Est   | 3-4 Rangers                                  | Paul MacLean                                 |
| 2012-2013        | 48             | 25             | 17             | —              | 6              | 116            | 104            | 56             | 4e place, division Nord-Est   | 4-1 Canadiens 1-4 Penguins                   | Paul MacLean                                 |
| 2013-2014        | 82             | 37             | 31             | —              | 14             | 236            | 265            | 88             | 5e place, division Atlantique | Non qualifiés                                | Paul MacLean                                 |
| 2014-2015        | 82             | 43             | 26             | —              | 13             | 238            | 215            | 99             | 4e place, division Atlantique | 2-4 Canadiens                                | Paul MacLean David Cameron                   |
| 2015-2016        | 82             | 38             | 35             | —              | 9              | 236            | 247            | 85             | 5e place, division Atlantique | Non qualifiés                                | David Cameron                                |
| 2016-2017        | 82             | 44             | 28             | —              | 10             | 212            | 214            | 98             | 2e place, division Atlantique | 4-2 Bruins 4-2 Rangers 3-4 Penguins          | Guy Boucher                                  |
| 2017-2018        | 82             | 28             | 43             | —              | 11             | 221            | 291            | 67             | 7e place, division Atlantique | Non qualifiés                                | Guy Boucher                                  |
| 2018-2019        | 82             | 29             | 47             | —              | 6              | 242            | 302            | 64             | 8e place, division Atlantique | Non qualifiés                                | Guy Boucher Marc Crawford                    |
| 2019-2020        | 71             | 25             | 34             | —              | 12             | 191            | 243            | 62             | 7e place, division Atlantique | Non qualifiés                                | Denis Smith                                  |
| 2020-2021 Détail | 56             | 23             | 28             | —              | 5              | 167            | 190            | 51             | 6e place, division Nord       | Non qualifiés                                | Denis Smith                                  |